# Sherlock (SHINeeの曲)
「Sherlock」（シャーロック）は韓国の男性5人組アイドルグループ、SHINeeの日本4枚目のシングル。2012年5月16日にEMIミュージック・ジャパンから発売された。

## 解説
初回限定盤（CD+DVD）と通常盤（CD ONLY）2形態の3形態リリース。「Sherlock」は韓国で発売されたミニアルバム「Sherlock」のタイトル曲の日本語ver.である。PVには少女時代のジェシカが出演している。初回盤にはPHOTO BOOKLET28Pが、通常盤にはPOSTER BOOKLETが、初回盤および通常初回生産盤の共通特典としてトレーディングカードが付属する。

## 収録曲

### CD
1. Sherlock (Japanese ver.)
毎日放送「ロケみつ ザ・ワールド」2012年5月度エンディングテーマ
2. Keeping love again

### DVD
1. Sherlock (Japanese ver.) Music Video
2. Sherlock (Japanese ver.) Jacket & Music Video Shooting Sketch